# Saga-præfekturet
Saga-præfekturet (佐賀県 Saga-ken) er et præfektur i Japan.
Præfekturet ligger på den nordlige del af øen Kyūshū. Det har 809.824 (2021) indbyggere og et areal på 2.440 km2
. Hovedbyen er byen Saga.